# NGC 2996
NGC 2996 ist eine linsenförmige Galaxie vom Hubble-Typ S0-a im Sternbild Hydra. Sie ist schätzungsweise 383 Millionen Lichtjahre von der Milchstraße entfernt.
Das Objekt wurde am 23. März 1835 von John Herschel entdeckt.